# Rajendravarman Ier
Rajendravarman Ier  (khmer : រាជិន្ទ្រាវរ្ម័ន១ ) est un souverain khmer ayant vécu au VIIIe siècle.
Rajendravarman Ier est le fils ou le gendre de Pushkaraksha et d'Indrani comme époux de leur fille la princesse Sri Nrpatindradevi. Il succède à son frère ou beau-frère Shambhuvarman et règne sur le Chenla.
Il est le père de :
- Mahipativarman ;
- Jayendravallabha, épouse de Jayavarman II.